# Audnedal
Audnedal est une ancienne kommune de Norvège. Elle faisait partie du comté de Vest-Agder.
Audnedalen est le nom de la vallée créée par le cours d'eau Audna. Le nord de la vallée constituait la commune de Nord-Audnedal tandis que le sud de la vallée, Sør-Audnedal, était rattaché à la commune de Lindesnes.
La commune d'Audnedal avait été créée en 1964 par la fusion des communes de Grindheim, Konsmo et une partie de Bjelland.
Le 1er janvier 2020, Audnedal a fusionné avec la municipalité de Lyngdal.